# Caso Lunus
Caso Lunus foi um escândalo político envolvendo a então governadora do Maranhão, Roseana Sarney, que acabou levando a sua desistência na eleição presidencial de 2002. Em abril de 2002, a Polícia Federal deflagrou uma operação na sede da empresa Lunus Participações, onde se apreendeu uma grande quantia de dinheiro vivo. O marido de Roseana, Jorge Murad, era sócio da Lunus.
A operação investigava irregularidades na Superintendência do Desenvolvimento da Amazônia (Sudam); Roseana e Jorge já respondiam desde 1999 por improbidade administrativa numa ação civil pública ajuizada pelo Ministério Público Federal. Em dezembro daquele ano, a Sudam havia desembolsado 44,5 milhões de reais (do total de 609 milhões previstos) na construção de uma fábrica de autopeças da empresa Usimar. A construção, no entanto, foi suspensa por problemas contábeis da Usimar.
Logo após a apreensão, a governadora declarou em nota que a operação policial era uma "violência, uma arbitrariedade, um ato político vergonhoso". Ela esclareceu que seu marido nada tinha a ver com a Sudam e a Usimar, e que o alvo na verdade era ela, com o objetivo de intimidá-la. Roseana responsabilizou a campanha de José Serra, acusando-o de "complô político" para retirá-la da corrida presidencial. Em entrevista à Folha de S.Paulo, declarou: "Se querem mesmo fazer do José Serra presidente da República a qualquer preço, é melhor fechar o Congresso e nomeá-lo, como se fazia na ditadura militar". Em pesquisa eleitoral do Datafolha na semana anterior à operação, Roseana estava na vice-liderança com 24% das intenções de voto.
Em março de 2003, o Tribunal Regional Federal da 1.ª Região (TRF1) ordenou a devolução do dinheiro apreendido, invalidando a busca policial por considerar que não havia justificativa jurídica o suficiente para sua realização.